# Lyra organizzata
La lyra organizzata (anche lira organizzata o ghironda organizzata, in francese vielle organisée) è uno strumento musicale formato da una ghironda con l'ausilio di un piccolo organo. Il suo repertorio è prettamente barocco.